# União das Freguesias de Mouçós e Lamares
Die União das Freguesias de Mouçós e Lamares ist eine portugiesische Gemeinde (Freguesia) im Kreis (Concelho) Vila Real im Norden Portugals.

## Geschichte
Die Gemeinde entstand im Zuge der Gebietsreform vom 29. September 2013 durch die Zusammenlegung der ehemaligen Gemeinden Mouçós und Lamares.
Vila Real wurde Sitz der neuen Verwaltung.

## Demographie
| Freguesia | Freguesia        | Freguesia | Freguesia       | ehemalige Freguesias | ehemalige Freguesias | ehemalige Freguesias | ehemalige Freguesias |
| --------- | ---------------- | --------- | --------------- | -------------------- | -------------------- | -------------------- | -------------------- |
| Wappen    | Freguesia        | Einwohner | Fläche in (km²) | Wappen               | Freguesia            | Einwohner            | Fläche in (km²)      |
|           | Mouçós e Lamares | 3182      | 32,24           |                      | Mouçós               | 3243                 | 23,54                |
|           | Mouçós e Lamares | 3182      | 32,24           | Lamares              | 350                  | 8,7                  |                      |